# Câmpia Nirului - Valea Ierului
Câmpia Nirului - Valea Ierului este o arie protejată (arie de protecție specială avifaunistică — SPA) din România întinsă pe o suprafață de 38.351,3 ha, integral pe uscat.

## Localizare
Centrul sitului Câmpia Nirului - Valea Ierului este situat la coordonatele 47°37′01″N 22°12′54″E / 47.616969°N 22.214892°E. Situl se întinde pe teritoriul administrativ al orașului Valea lui Mihai și pe cele ale comunelor Cherechiu, Curtuișeni, Șimian și Tarcea din județul Bihor; și pe teritoriile comunelor Andrid, Căuaș, Ciumești, Foieni, Moftin, Pișcolt, Pir, Sanislău, Santău, Tiream și  Urziceni; și pe cel al municipiului Carei din județul Satu Mare.

## Înființare
Situl Câmpia Nirului - Valea Ierului (ROSPA0016) a fost declarat arie de protecție specială avifaunistică în octombrie 2007 pentru a proteja 53 de specii de animale.. Arealul include rezervațiile naturale Complexul hidrografic Valea Rece, Dunele de nisip Foieni, Mlaștina Vermuș și Pădurea de frasini Urziceni.

## Biodiversitate
Situată în ecoregiunea panonică, aria protejată nu include niciun habitat protejat.
La baza desemnării sitului se află mai multe specii protejate de  păsări (53): rață sulițar (Anas acuta), rață lingurar (Anas clypeata), rață pitică (Anas crecca), rață fluierătoare (Anas penelope), rață cârâitoare (Anas querquedula), rață pestriță (Anas strepera), gârliță mare (Anser albifrons), gâscă cenușie (Anser anser), fâsă-de-câmp (Anthus campestris), acvilă țipătoare mică (Aquila pomarina), stârc roșu (Ardea purpurea), rață-cu-cap-castaniu (Aythya ferina), rața moțată (Aythya fuligula), rață roșie (Aythya nyroca), buhai de baltă (Botaurus stellaris), pasărea ogorului (Burhinus oedicnemus), caprimulg (Caprimulgus europaeus), barză albă (Ciconia ciconia), erete de stuf (Circus aeruginosus), erete cenușiu (Circus pygargus), dumbrăveancă (Coracias garrulus), cristeiul de câmp (Crex crex), lebădă de vară (Cygnus olor), ciocănitoarea de stejar (Dendrocopos medius), ciocănitoare de grădină (Dendrocopos syriacus), ciocănitoare neagră (Dryocopus martius), egretă mică (Egretta garzetta), șoimul rândunelelor (Falco subbuteo), vânturel de seară (Falco vespertinus), acvilă pitică (Hieraaetus pennatus), piciorong (Himantopus himantopus), stârc pitic (Ixobrychus minutus), sfrâncioc roșiatic (Lanius collurio), sfrânciocul cu frunte neagră (Lanius minor), pescăruș argintiu (Larus cachinnans), pescăruș sur (Larus canus), pescăruș râzător (Larus ridibundus), ferestrașul mare (Mergus merganser), gaia neagră (Milvus migrans), codobatura galbenă (Motacilla flava), Numenius phaeopus, stârc de noapte (Nycticorax nycticorax), ciuf-pitic (Otus scops), viespar (Pernis apivorus), ciocănitoare verzuie (Picus canus), corcodel mare (Podiceps cristatus), corcodel mic (Tachybaptus ruficollis), călifar alb (Tadorna tadorna), fluierar negru (Tringa erythropus), fluierar cu picioare verzi (Tringa nebularia), fluierarul de zăvoi (Tringa ochropus), fluierar de lac (Tringa stagnatilis), fluierarul cu picioare roșii (Tringa totanus).
Pe lângă speciile protejate, pe teritoriul sitului au mai fost identificate 1 specie de amfibieni, 18 specii de mamifere, 2 specii de pești, 2 specii de reptile.